# Поремећаји дисања
Респираторна болест, или болест респираторног тракта, је медицински термин који се састоји од болести које погађају плућа и ткива које отежавају дисање.
Овај термин укључује стања респираторног тракта укључујући трахеју, бронхије, алвеоле, нерве итд. Респираторне болести се крећу од благих и самоограничавајућих, као што је обична прехлада, до болести опасних по живот као што су бактеријска пнеумонија, плућна емболија, акутна астма и рак плућа.

## Типови поремећаја дисања
1. Патолошки и парадоксни типови дисања[3]
2. Хипоксемија
3. Хипоксија
4. Хиперкапнија
5. Хипокапнија
6. Централни поремећаји дисања
7. Поремећаји инервације дисајне мускулатуре
8. Акутна опструкција горњих дисајних путева
9. Акутна опструкција доњих дисајних путева
10. Астматични напад
11. Ангиоедем
12. Акутни едем плућа
13. Хронична опструктивна болест плућа (ХОПБ)